# Barbus atakorensis
Barbus atakorensis es una especie de peces de la familia de los Cyprinidae en el orden de los Cypriniformes.

## Morfología
Los machos pueden llegar alcanzar los 3,6 cm de longitud total.

## Hábitat
Es un pez de agua dulce.

## Distribución geográfica
Se encuentra en Ghana, Benín (río Oti), Nigeria (río Kaduna) y Togo (río Mono). 